# 정몽준
정몽준(鄭夢準, 1951년 11월 15일~)은 대한민국의 기업인, 정치인이다. HD현대그룹 회장, 제13·14·15·16·17·18·19대 국회의원이며, 한나라당 대표최고위원을 지냈다.
현대중공업 회장을 지내고, 제13대 총선에서 당선되며 정계에 입문하였다. 제18대 총선에 출마하여 서울 동작구 을에서 당선되며 지역구를 옮겼다. 2014년에 서울특별시장 출마를 선언하고 5월 15일 국회의원직을 사퇴한 후 제6회 전국동시지방선거에 출마하였으나, 현직 시장인 새정치민주연합의 박원순 후보에게 패배하며 낙선되었다. 국제축구연맹 명예부회장이며, 아산나눔재단 명예이사장직과 아산사회복지재단에서 이사장을 맡으면서 현대중공업그룹에서 회장직을 맡고 있다.

## 학력
- 1964년 서울장충국민학교 졸업
- 1967년 중앙중학교 졸업
- 1970년 중앙고등학교 졸업
- 1975년 서울대학교 경제학 학사
- 1978년 컬럼비아 경영대학원 MBA
- 1981년 MIT 슬론 스쿨 MBA
- 1982년 조지 워싱턴 대학교 대학원 경제학 석사
- 1997년 존스홉킨스 SAIS 국제정치학 박사

### 명예 박사 학위
- 1998년 명지대학교 명예체육학 박사
- 1999년 메릴랜드 대학교 명예법학 박사
- 2000년 뉴욕시립대학교 명예법학 박사
- 2000년 공주대학교 명예경영학 박사
- 2002년 한국체육대학교 명예이학 박사
- 2002년 고신대학교 명예보건학 박사
- 2011년 전주대학교 명예경영학 박사
- 2011년 강원대학교 명예경영학 박사

## 생애
1951년 정주영 현대 창업주의 아들로 태어났다. 우수한 성적으로 서울대학교에 입학했고 재학 시절 ROTC 후보생이 되었다. 학군사관후보생 13기로 병역을 이행하였으며 그의 장남 역시 학군사관후보생 43기로 임관 장교의 신분으로 병역의 의무를 이행하였다.
1982년부터 현대중공업 대표이사 사장을 지냈다. 제13·14·15·16·17·18·19 국회의원(7선 국회의원)으로 재임했다.
서훈은 국민훈장 무궁화장이 있다.

### 정치입문
1988년 13대 총선때 무소속으로 정치에 입문했다. 아버지를 따라 통일국민당에 입당하였고, 김영삼 정부 당시 초원복집사건 때 불법도청한 범인들에게 도피 자금을 제공한 혐의로 불구속 기소되었다.

### 2002년 대통령 선거
정몽준은 2002년 한일 월드컵 바람을 타고 대통령 선거 출마를 선언한다. 순간 그가 거센 돌풍을 일으키자 노무현은 지지율이 급락하고 당내 의원들로부터도 배척받기 시작했다. 노무현 흔들기는 더욱 노골화되었고, 후보 단일화론은 물론 후보 교체론까지 나왔다. 노무현은 경쟁력이 없는 만큼 정몽준을 수혈해 대선 새판 짜기에 나서야 하지 않느냐는 정치공학적 판단이었다.
10월 들어서 상황이 악화되었다. 노무현의 낙마를 바라는 의원들이 탈당하여 후보 단일화 추진 협의회(후단협)를 만들고 후보 단일화를 주장했는데, 이들은 노무현으로 후보 단일화가 되면 함께 할 수 없다고 발언하였고 정몽준 지지의 속내를 감추지 않았다.11월 19일 후단협은 정몽준에 대한 공개 지지를 밝혔다. 이후 후단협이 해제되자 일부 국회의원은 한나라당에 입당했고, 나머지는 민주당에 복당했다.
이때 정몽준의 국민통합21에 입당하기 위한 김민석의 탈당은 노무현에게 반전의 계기가 되었다. 그의 탈당은 노무현에게 악재가 되지 않겠느냐는 관측이 있었으나, 답보 상태였던 노무현의 지지율은 20%대를 회복하고 후원금 액수도 크게 늘었다.

#### 노무현과의 후보 단일화
후보 단일화는 정 대표로의 단일화를 염두에 둔 민주당 내 반(反)노무현, 비(非)노무현 측의 요구에서 비롯하였다. 단일화 방안으로는 크게 3가지가 있었는데, 국민 경선과 여론 조사와 협상 담판이었다. 이 중 협상 담판은 정몽준의 후보의 주장으로 11월 1일에 정식 제안했고, 국민 경선안은 국민 참여 50%, 당원 참여 50%의 민주당 안을 노무현 후보가 11월 3일 정식 제안했다. 여론 조사안은 단일화 여론 조사를 실시했을 때 우위를 점하는 정몽준 후보가 유리한 안으로 정몽준 후보가 선호하는 안이었다.
국민통합21은 노무현 진영 측의 제안을 반대하며 “국민 경선을 할 시간적 여유가 없다”라는 이유를 들었다. 그러나 판세는 1강(이회창) 2중(노무현-정몽준)의 구도로 바뀌고 있던 차였다. 국민통합21도 더는 단일화 방안을 놓고 입씨름을 벌일 만한 상황이 아니었다.
노무현 후보는 11월 11일 자신에게 불리한 여론 조사를 통한 단일화를 제의하였고, 단일화 재협상에서도 마지막 쟁점인 ‘무효화 조항’을 전격 수용하면서 양보하는 모습을 보였다. 민주당으로서는 받아들이기 힘든 설문 내용 변경도 단일화를 위해 수용했다. 민주당 김원기 고문은 노무현의 결단은 “이기고 지는 것을 초월한 것”이라고 말했다. 이로 인해 노무현 후보의 지지도는 더욱 반등하기 시작했다.
텔레비전 토론을 거쳐 2002년 11월 24일 노무현 후보는 극적으로 단일화 여론 조사에서 승리했다. 24일 실시된 2군데 여론 조사 중 리서치 앤드 리서치 경쟁력 조사에서 46.8%를 얻어 42.2%를 얻은 정 후보를 제쳤고, 월드 리서치 조사에서는 이회창 후보 지지율이 조사 유효화 조건인 31.1%에 미치지 못한 28.7%가 되어 무효가 되긴 했지만, 38.8%를 얻어 37%를 얻은 정몽준 후보를 앞섰다. 노 후보 측은 이날 승리 원인에 대해 ‘성실하게 원칙과 정도를 지켜온 것이 국민을 감동시킨 것’이라고 말했다.
단일화가 되고 나서 여론 조사에서 노무현이 이회창 후보를 역전한 직후 이인제가 탈당하여 자유민주연합에 입당한 후 이회창을 지지하는 선언을 하는 등 새로운 갈등을 야기하기도 하였다. 2002년 11월 새천년민주당 후보였던 그는 서울 여의도에서 열린 ‘전국 농민대회’에 참석했다가 성난 농부들이 던진 달걀에 얼굴을 정면으로 맞았다.

#### 후보 단일화 파기
하지만, 정몽준은 대선 투표 전날인 12월 18일 저녁 10시 민주당과의 선거 공조를 파기했다. 지지 철회 발표문에 따르면, 노무현 후보가 ‘미국과 북한과 싸우면 우리가 말린다’라는 표현을 했는데, 국민통합21은 “미국은 우리를 도와주는 우방이고, 미국이 북한과 싸울 이유가 없다는 시각을 가지고 있다”면서 이 발언을 문제 삼았다.
노무현 후보는 설득을 위해 심야에 정몽준 국민통합21 대표의 자택을 방문하였다. 노무현은 정대철 선대위원장 등과 함께 자택 앞에서 기자들에 둘러싸여 기다렸으나 정몽준 대표는 만나주지 않았고, 심야 회동은 결렬되었다. 그러나 정몽준의 지지철회로 위기감을 느낀 진보 진영이 민주노동당을 지지하지 않고 노무현에게 표를 몰아주는 의외의 효과가 나타난다.

### 한나라당 입당
2007년 대선을 앞두고 한나라당 이명박 후보 지지를 선언하며 한나라당에 입당했으며, 2008년 4월 총선에서는 5선을 거둔 울산 동구를 떠나 서울 동작을로 지역구를 옮겨 출마해 정동영 후보에 맞서 승리해 6선 고지에 올랐고, 2008년 7월에는 한나라당 전당대회에서 최고위원에 선출되어 활동하다가 2009년 9월 박희태 대표의 양산 재선거 출마로 인한 사퇴로 당대표직을 승계하게 된다.

### 대표 활동
2009년 9월 9일 이명박 대통령과 조찬회동에서 새로 취임한 정몽준 대표는 "김대중 전 대통령 서거 이후 국장을 잘 치른 게 국민화합에 크게 기여했다"며 이를 계기로 동서화합과 국민통합 이뤄지도록 노력할 필요가 있다고 말했다. 동서화합이라는 측면에서 정 대표는 동서고속도로 건설을 적극 추진해달라고 주문했다. 이 대통령은 터널과 교량을 많이 만들어야 하는 문제가 있지만, 긍정적으로 검토하겠다고 답했다.
관훈클럽 초청 토론회에서 북한의 핵 개발에 대해 "김일성·김정일 정권의 나름대로 합리적인 판단이라고 생각한다"면서 "재래식 무기로 군사 경쟁이 안돼서 그렇게 한 것이다. 북한의 핵무기 개발이 (김대중·노무현) 진보 정권의 책임이라고 하는 것은 맞지 않다"고 지적했다. 정 대표는 또 대북 지원과 관련해 "모든 것을 감수하고서라도 인도적 지원은 해주어야 한다"고 강조했다.
2010년 6월 3일 정몽준은 대한민국 제5회 지방 선거의 패배를 인정하고 당 대표에서 사퇴하였다. 이에 당시 제1 야당인 민주당 대표 정세균은 정몽준에 대해 "여야관계를 좀 더 부드럽고 조화롭게 하기 위해서 많은 노력을 했다", "여야관계 뿐 아니라 전반적으로 국회의 기능과 정치를 복원시키려는 노력을 열심히 했다", "정 대표가 앞으로도 대한민국 정치 중심에 서서 정치발전에 기여하기를 기대한다"고 말하였다.

### 재단 설립과 사재 출연
2011년 8월 16일 범 현대가 관계자들은 서울특별시 현대 계동 사옥에서 기자회견을 열고 아산나눔재단 설립을 발표하였다. 이 재단은 현대그룹의 창업주인 정주영의 10주기를 기리기 위하여 설립된 재단이며, 재단의 재원은 정몽준이 약 2000억 원 정도 사재를 출연하여 재원을 부담하였고, 현대중공업 계열 6개사의 2380억 원과 현대해상, 현대산업개발, KCC, 현대종합금속, 현대백화점 등의 620억 원을 합쳐 총 5000억 원 규모로 만들어지었다. 재단의 규모는 2007년 삼성그룹의 회장인 이건희 일가의 사재와 주식 8000억 원을 재원으로 설립된 삼성고른기회장학재단에 이어 대한민국에서 2번째 규모이다.

### 대한축구협회
1993년 1월 대한축구협회 회장이던 김우중에 이어서 정몽준은 제47대 대한축구협회 회장으로 취임하였고, 취임 후 2002년 월드컵 유치에 나서겠다고 선언하였다. 1993년 11월 정몽준은 월드컵 유치 성공을 위하여 FIFA 부회장 선거에 도전하겠다고 표명하였으며, 1994년 5월 13일 말레이시아 쿠알라룸푸르 힐튼호텔에서 열린 제16회 아시아축구연맹 연차총회 중 실시된 아시아지역 FIFA 부회장 선거에서 당선이 되었다.
1996년 5월 31일 FIFA는 2002년 FIFA 월드컵을 만장일치로 대한민국과 일본이 공동 개최하는 것으로 확정하였고, 12월 30일 정몽준은 2002년 월드컵 한국측 조직위원회 실무부위원장에 선출되었다. 1997년 미국의 시사주간지 타임은 대한민국의 2002년 월드컵 개최에 기여를 한 정몽준을 아시아 차세대 지도자에 선정하였다.
정몽준은 1993년 제47대 대한축구협회 회장으로 선출된 이래 제50대까지 4회에 걸쳐 회장으로 선출되어 재임하였으며, 1994년 12월에는 당시 경기단체장 중 가장 많은 41억 원의 출연금을 지원하여 화제가 되었다.
1993년 당시 현대학원 이사장이었던 정몽준은 대한축구협회 회장에 취임한 후 실무자에게 `한국축구는 남자보다 여자가 더 빨리 세계무대를 호령할 것'이라며 중·고등학교 여자축구팀 창단을 지시하였다. 하지만 당시 여자축구의 불모지나 다름없던 한국에서는 쉽지 않은 것이 현실이었으며, 근본적인 문제로는 선수들의 진학, 진로 문제 등의 이유로 운동을 계속 이어갈 수 있는 대학팀, 그리고 실업팀이 필요하였다. 이런 이유로 1993년 청운중학교를 시작으로 현대공업고등학교, 울산과학대학, 인천 현대제철 레드엔젤스로 이어지는 체계를 갖추도록 하였다. 정몽준은 이 때 이들 팀의 창단 비용은 물론 연간 운영비도 지원하도록 하였고, 청운중과 현대정보과학고는 6~7천만 원, 울산과학대 1억 원, 현대제철 약 20억 원, 어린이축구교실 운영비 등까지 포함하여 여자축구단을 운영하는데 필요한 운영비를 연간 수십 억 원 지원하였다. 현재는 해체된 서울 현대고등학교 여자축구팀을 창단시키기도 하였다.
이런 노력을 통해 2010년 9월 26일 대한민국 17세 여자 축구 국가대표팀이 FIFA U-17 여자 월드컵에서 우승을 한 밑거름은 정몽준과 현대가의 지원 덕분이라는 평가가 있다.
1994년 5월 FIFA 부회장에 당선된 정몽준은 2007년 선출까지 4번 FIFA 부회장에 선출되었고, 4번째 부회장 임기가 마쳐진 해인 2011년 3월 3일에는 스위스 취리히에서 열린 집행위원회 회의에서 지난 17년간 세계축구발전에 이바지한 공로가 인정되어 FIFA 명예부회장에 추대되었으며, 이는 6월 1일 열린 제61차 FIFA 정기총회에서 승인되었다.
1997년 5월 31일 정몽준은 FIFA 미디어 위원회 위원장에 선임되었으며, 2007년 6월 28일에는 FIFA 올림픽조직위원회 위원장에 선출되었다. 2015년 7월 21일 그는 FIFA 회장 출마를 선언하였다. 2024년 3월 27일, 국민의힘 소속으로 용인시 정 지역구에 출마한 강철호 후보의 지지를 선언했다. 강 후보는 현대로보틱스 대표이사 출신이다. 같은 날 국민의힘 소속으로 수원시 을 지역구에 출마한 홍윤오 후보의 캠프에도 격려차 방문했다.

## 일화

### 사회 복지 활동
아산사회복지재단 이사장을 역임했다. 아산사회복지재단은 1977년 정주영 회장이 현대건설 주식 50%를 내놓아 만든 것인데 세간에서는 서울아산병원재단으로 명칭된다.
2011년에 정주영 회장의 사후 10주기 기념으로 아산나눔재단을 설립했다. 정몽준 회장이 2천억원을 기탁했고 2021년 범현대가 전체에서 낸 총합 기금은 2021년 기준 약 6천억원이다. 이 기금들은 대부분 사회 약자들을 위한 지원 사업을 하는데 쓰인다.

### 버스요금 70원 발언
2008년 6월 27일 KBS1에 방송된 라디오에서 한나라당 공성진 의원으로부터 "서민들이 타고 다니는 버스 기본요금이 얼마인지 아시나요?"라는 질문에 "요즘은 카드로 타는데 한 번 탈 때 70원 하나요?"라고 답하였다. 발언 후 논란이 일자 정몽준은 자신의 홈페이지를 통하여 "마을 버스를 이용하며 요금이 700원이었던 것으로 기억 하는데 그것을 70원으로 착각했다"며 해명하였다. 이어 그는 "사실 일반버스 요금에 대해서는 잘 알지 못한다"며 "서민 물가를 알아보기 위해 재래시장에서 일부러 물건도 사보고 하지만 부족한 점이 많다"고 해명하였다. 이후 정몽준은 교통카드 기능을 갖춘 신용카드를 장만하고, 간혹 대중교통을 이용한 것으로 알려졌다.

### 2002년 남북축구경기일 박근혜의 항의와 정몽준의 답변
- 정몽준은 2011년 9월 6일 출간한 자신의 자서전 《나의 도전 나의 열정》을 통하여 자신이 살아오면서 겪을 일화들을 공개하였다. 그 중 한나라당의 전 대표인 박근혜와의 일화도 있는데, 일화의 내용은 박근혜가 2002년 9월 남북축구경기 당일 경기장에 먼저 와있었는데, 정몽준을 보더니 화난 얼굴로 왜 약속을 지키지 않느냐며 항의를 했다는 것이다. 이에 정몽준은 박근혜의 항의가 무슨 소리인가 하였는데, 박근혜의 항의 내용은 "관중들이 한반도기를 들기로 했는데 왜 태극기를 들었느냐는 것", "경기 시작 전 붉은 악마가 `대한민국'을 외치자 박근혜는 구호로 `통일조국'을 외치기로 했는데 왜 약속을 지키지 않았느냐는 것"이다.[44] 이에 정몽준은 "관중들은 축구협회 직원이 아니고, 자기 돈 내고 들어온 사람들한테 태극기를 들지 말라고 할 수는 없는 것 아니냐"는 등의 답을 했다고 한다.[45]

### 새천년민주당 후보 노무현에 대한 지지 철회
- 정몽준은 2002년 대선 당시 새천년민주당의 후보였던 노무현과 후보 단일화를 하였는데, 대통령 투표일 하루 전날인 2002년 12월 18일 노무현에 대한 지지를 철회하였다. 정몽준은 자서전을 통하여 "20여년간 정치인생에서 나를 힘들게 한 때는 2002년 대통령 선거 마지막 순간 노무현 전 대통령에 대한 지지를 철회하던 밤"이라고 밝혔다. 정몽준은 또 노무현에 대한 지지 철회를 한 이유에 대하여서는 아래와 같이 밝혔다.

"단일화는 했지만, `반미(反美)면 어떠냐'는 노무현 후보의 인식이 바뀌어야만 (공동유세에) 합류할 수 있다고 강하게 주장했다", "10여일간 협상을 벌인 끝에 한미 관계에 있어서만큼은 노 후보 쪽이 우리 입장을 따르기로 했다", "노 후보 진영의 취약한 외교ㆍ안보 분야를 우리가 보완하는 것도 좋겠다는 생각이었다", "이후 노 후보 측에서 나를 `국정동반자'라고 표현하기 시작했다", "그러나 대선 전날 명동과 종로 유세에서 `국정동반자'에 대한 신뢰가 깨졌다고 밝혔다.", "명동 유세에서 노 후보는 `북한과 미국이 싸우면 우리가 말리겠다'는 말을 하며 우리 쪽과 합의한 기본원칙을 완전히 뒤집었다", "종로 유세에서 노 후보가 정동영 의원을 데리고 (단상에) 올라갔다. 단일화와 공동정부를 나타내는 나와 노 후보의 협력 모습은 사라지고, 노 후보를 양옆의 두 사람이 떠받드는 이상한 모양이 연출됐다"

이후 정몽준은 노무현에 대한 지지를 철회하였고, 정몽준은 지지 철회 이후의 상황에 대하여서는 아래와 같이 밝히었다.
"지지 철회 후 나는 다음해 2월 초 현대전자 주가조작 사건으로 검찰 조사를 받았다", "또한 내가 주주로 있는 현대중공업은 노 대통령 재임 중 4개월 이상 세무사찰을 받았다"

### 김대중 정권 시절 대북 송금 반대
- 정몽준은 자신의 자서전인 《나의 도전 나의 열정》을 통하여 김대중 정부 시절 현대의 대북사업 관련 인사들이 현대중공업 재정 담당 임원을 불러 "현대중공업에서 몇억 달러를 내놓으라"고 요구한 사실을 공개하였다. 정몽준은 순간 "순간 남북정상회담을 위해 북한에 보낼 돈이란 생각이 들었다"며, "이틀 후 청와대 고위 인사를 만나 `회사 돈을 보내면 비밀이 지켜지겠느냐. 김대중 대통령을 이렇게 모시면 안된다'고 했으며, 새천년민주당 이해찬 정책위의장을 만나서도 같은 얘기를 했다"고 밝히었다. 정몽준은 "결국 현대중공업에서 자금이 빠져나가지는 않았지만, 나중에 보니 현대상선 자금이 사용됐다"며 "퇴임 직전 김대중 전 대통령은 담화를 통해 모든 책임을 현대에 떠넘겼다"고 술회하였다.[44]

### 대학생 시절 무기정학
정몽준은 서울대학교 재학시절 해당학기 과목 수강 취소 및 무기정학 처분을 받은 바 있다. 정몽준은 1970년 서울대학교 1학년 2학기 ‘문화사’ 교양과목 기말고사에서 타 학우의 답안을 어깨 너머로 훔쳐보다 적발되어, 징계위원회에 회부되었다. 이 때문에 그는 대학을 1년 더 다녀야 했다. 동아일보 취재진에 “시험을 빨리 끝내고 놀러가겠다는 들뜬 기분에서 저지른 충동적인 일이었다”고 토로했다.

## 논란

### 외통위 국정감사 중 경어 미사용 질타
2011년 9월 19일 정몽준은 외교통상부를 대상으로 한 국회 외교통상통일위원회 국정감사에서 외교통상부 장관인 김성환에게 질의하던 중 경어를 사용하지 않고 질타를 하여 논란이 일었다. 논란의 내용은 외통위 국정감사장에서 정몽준이 외통부 장관 김성환에게 2012년 3월 대한민국 서울에서 개최될 핵안보정상회의에 대해 질의하면서 발생하였는데, 정몽준은 김성환에게 질의 중 아래와 같이 발언하였다.
"대통령이 북한 김정일 국방위원장을 회의에 초청하겠다고 했는데 이는 매우 민감한 발언", "만약 김 위원장이 온다면 총선을 앞두고 남북정상회담을 개최하려 한다는 오해를 살 수 있고 반대로 안 오면 공연한 말로 신뢰도에 손상이 가는 것" “이는 장관이 대통령을 잘못 보좌하는 것”

그리고 정몽준은 핵안보정상회의의 개최시기에 대해서 김성환에게 다음과 같이 질의 중 발언하였다.
“핵안보정상회의는 G20 회의라고 봐도 무방”, “이런 회의를 총선 직전에 하는 게 옳느냐”, “처음부터 아예 핵안보정상회의 시기를 총선 이후로 잡았어야 한다”, “버락 오바마 미국 대통령의 일정을 고려해 3월 말로 잡았다고 하는데 우리가 주최하는 행사의 일정도 못 정해 총선 선거운동 기간에 하는 것은 국가의 존엄성을 우습게 만드는 것" “핵안보정상회의 날짜를 정한 것이 일년은 된 것 같은데 우리 행사를 우리가 결정하지 못하는게 말이 되느냐”

또 정몽준은 여당인 한나라당 의원임에도 불구하고 정부를 질타하는 것에 대하여
“건강한 국가를 위해 여야가 행정부를 견제해야 한다”

라고 밝혔고, 정몽준의 질의에 대해 김성환은 아래와 같이 답변을 하였으며,
“국내 선거 일정과 효율성을 가지고 정한 것이다. 국내정치에 영향을 줄 것이라고 생각하지 않았다”

정몽준은 김성환에 답변에 대하여 경어를 사용하지 않고 아래와 같이 발언하였다.
“그게 무슨 궤변이야”, “날짜를 정한 게 언제야”, “왜 총선 법정선거 운동 기간에 끼워넣은 거야, 그게 상식에 맞아”, “선거기간에 G20 하는게 말이 돼?”, “어떻게 선거기간에 하겠다는 거야. 행사하는게 자랑이 아니야”, “미국이 만약 중요한 선거가 있다면 그랬겠어”

이런 발언 대해 논란이 일자 정몽준은 오후 보충질의 때 아래와 같이 김성환에게 공식 사과하였다.
"오전 질의 때 거친 표현으로 결례를 해 미안하게 생각한다", "평소 장관과 격의 없이 지내다 보니 표현이 지나쳤다", "제가 정식으로 사과를 드린다"

### 막내아들의 페이스북 발언
2014년 4월 18일, 세월호 침몰 사고에 대해, 정몽준의 막내아들이 페이스북에 올린 발언이 문제가 되었다. 그는 사고 이틀 후인 4월 18일 자신의 페이스북에서 "대통령에 소리 지르고 욕하고 국무총리에 물세례. 국민 정서 자체가 굉장히 미개"라는 글을 올렸다. 이는 지난 17일 일부 실종자 가족이 진도 실내체육관을 방문한 정홍원 국무총리에게 생수병을 던진 것에 대한 글로 보인다. 이에 대해 비난여론이 일자 정몽준 의원은 21일 오전 국회 정론관에서 기자회견을 열고 "국민 여러분께 다시 한 번 진심으로 사죄드린다"라고 말했다.
사죄드립니다
유가족과 실종자 가족 여러분, 그리고 국민 여러분께 머리 숙여 깊이 사죄드립니다. 제 막내아들의 철없는 짓에 아버지로서 죄송하기 그지 없습니다. 저희 아이도 반성하고 근신하고 있지만 이 모든 것이 아이를 제대로 가르치지 못한 저의 불찰입니다.
이번 일로 마음의 상처를 입으신 유가족과 실종자 가족, 그리고 국민 여러분께 다시 한 번 진심으로 사죄드립니다.
2014. 4. 21.
정 몽 준 올림

#### 막내아들 사건 이후 정몽준 부인의 발언
4월 21일에 정몽준이 아들의 부적절한 발언으로 사과한 지 약 한 달 여 만인 5월 11일, 한 인터넷 언론에서 정몽준 서울시장 새누리당 경선후보의 부인인 김영명의 막내아들 사건 이후에 서울의 한 당협 사무실에서 했던 말이 알려져 논란이 되었다.
김영명 씨는 이 동영상에서 "막내가 일을 저지른 거 아시죠? 그 아이가 지금 지난번 대학가는 거 실패하고, 재수생이다. '바른소리 했다'고 격려해주시고 위로해주시긴 하는데, 시기가 안 좋았고, 어린아이다 보니까 말 선택이 좀 안 좋았던 것 같다."고 말했다.
이에 대해 비난 여론이 일자, 정몽준 경선후보의 이수희 대변인은 논평을 내고, "연로한 한 참석자가 위로 차원의 말을 하자, 막내아들의 잘못을 강조하는 말을 한 것이며, 일부 인터넷 언론에서 '어휴.. 옳은 말 썼드만...'이라고 한 말을 김씨가 한 것처럼 보도해 왜곡 시켰다."고 설명했다. 이에 정몽준도 입장자료를 내고, "제 아내가 앞에서 사과하고, 뒤에서 딴 말을 하는 이중 얼굴을 할 수 있는 사람이 아니다"면서, "다시 한 번 사죄드린다"고 덧붙였다.

### 배우자의 사전선거운동 혐의
정몽준의 배우자인 김영명씨는 공직선거법 위반 혐의로 검찰에 고발을 당하였다.
서울 영등포경찰서에 따르면, A씨는 김씨가 새누리당 당사에서 대의원들에게 정 의원 지지를 호소하는 등의 불법 선거운동을 했다고 주장하며 고발장을 제출했다.
공직선거법 상 국회의원이 지방자치단체장 선거에 입후보를 하려면, 의원직에서 사퇴해야 후보자로 등록할 수 있지만, 당시 의원 신분이었던 정몽준은 예비후보로 등록하지 않아서 배우자인 김영명씨에게는 선거운동 자격이 부여되지 않았다. 그 후 2014년 5월 11일 한 인터넷 언론에서 공개된 동영상에 따르면 김영명씨는 이 발언을 하였다.
"서울을 정말 변화시키고, 발전시킬 후보는 정몽준 후보로, 정몽준 후보가 돼야 박원순 시장에게 경쟁력이 있다."

이 발언에 대해서도 5월 9일에 불법선거 운동 혐의로 경찰에 고발된 이후에도 정몽준의 지지를 호소한 게 아니냐는 논란이 제기되었다.

## 약력
- 1982년: 현대중공업 사장
- 1983년: 대한양궁협회회장
- 1983년: 울산대학교 이사장
- 1984년: 실업테니스연맹 회장
- 1987년: 현대중공업 회장
- 1988년: 제13대 경상남도 울산 동구 국회의원
- 1990년: 학교법인 현대학원 이사장
- 1990년: 현대경제사회연구원 회장
- 1992년: 제14대 경상남도 울산동구 국회의원
- 1992년: 통일국민당 정책위원회 의장
- 1992년~1993년: 통일국민당 대변인
- 1993년 1월~2009년 1월: 대한축구협회 회장
- 1994년~2011년 1월: 국제축구연맹 부회장
- 1995년: 미국 존스홉킨스대학교재단 이사
- 1996년: 제15대 경상남도 울산동구 국회의원
- 1997년: FIFA 미디어위원장
- 1997년: 한국외국어대학교 국제지역대학원 특별초빙교수
- 1998년: 한국유네스코협회연맹 회장
- 1998년: 명지대학교 명예박사
- 1999년: 경희대학교 체육대학원 겸임교수
- 1999년: 고려대학교 경역대학 석좌교수
- 1999년: 학교법인 고려중앙학원 재단이사
- 2000년: 21세기 평화재단 이사
- 2000년: 제16대 울산광역시 동구 국회의원
- 2000년: 2002 월드컵 축구대회 조직위원회 공동위원장
- 2001년: 미국 아시아 소사이어티재단 이사
- 2001년~: 아산재단 이사장
- 2002년~2003년: 국민통합21 대표
- 2004년~2008년 5월: 제17대 울산광역시 동구 국회의원
- 2004년: 동아시아축구연맹 회장
- 2005년: 제50대 대한축구협회 회장
- 2007년 6월: FIFA 올림픽조직위원회 위원장
- 2008년 1월~2009년 9월: 한나라당 수석최고위원
- 2008년 5월~2012년 2월: 제18대 서울특별시 동작구을 국회의원
- 2008년: 제18대 국회 한미협의회 회장
- 2008년: 국회 통일외교통상위원회 위원
- 2009년 1월~: 대한축구협회 명예회장
- 2009년 9월~2010년 6월: 한나라당 대표최고위원
- 2011년 6월~: 국제축구연맹 명예부회장
- 2011년 10월~: 아산나눔재단 명예이사장
- 2012년 2월~2014년 5월: 제19대 서울특별시 동작구을 국회의원
- 2012년 7월: 제19대 국회 보건복지위원회 위원
- 2014년: 새누리당 중앙선거대책위원회 공동위원장
- 2014년: 울산 현대 구단주
- 2014년: 제6회 전국동시지방선거 새누리당 서울특별시장 후보
- 현대중공업, 현대중공업지주 최대주주 현대중공업그룹 회장
- 2018년 1월~2026년 1월: 학교법인 현대학원 명예이사장

## 수상
- 1983년 새마을훈장 노력장
- 1984년 체육훈장 맹호장
- 1988년 올림픽 유치 공로포장
- 1995년 아이보리코스트 체육훈장
- 1997년 체육훈장 청룡장
- 2002년 국민훈장 무궁화장
- 2009년 말레이시아 다투 작위
- 2010년 남미축구연맹 최고 훈장
- 2012년 몽골 정부 북극성 훈장
- 2013년 독일 정부 대십자 공로 훈장

## 가족 관계
- 할아버지: 정봉식
- 할머니: 한성실
  - 아버지: 정주영(1915~2001) 현대그룹 명예회장
  - 어머니: 변중석(1921~2007)
    - 형: 정몽필(1936~1982)
    - 형수: 이양자(1943~1991)
      - 조카: 정은희(1971~)
      - 조카: 정유희(1973~)

    - 형: 정몽구(1938~) 현대자동차그룹 회장
    - 형수: 이정화(1939~2009)
      - 조카: 정성이(1962~)
      - 조카: 정명이(1965~)
      - 조카: 정윤이(1968~)
      - 조카: 정의선(1970~) 현대자동차그룹 부회장

    - 형: 정몽근(1942~)
    - 형수: 우경숙(1951~)
      - 조카: 정지선(1972~)
      - 조카: 정교선(1974~)

    - 누나: 정경희(1944~)
    - 매형: 정희영(1940~)
    - 형: 정몽우(1945~1990)
    - 형수: 이행자(1945~)
      - 조카: 정일선(1970~)
      - 조카: 정문선(1974~)
      - 조카: 정대선(1977~)

    - 형: 정몽헌(1948~2003) 현대그룹 전 회장
    - 형수: 현정은(1955~) 현대그룹 회장
      - 조카: 정지이(1977~)
      - 조카: 정영이(1984~)
      - 조카: 정영선(1985~)
        - 사돈: 김무성(1951 ~, 형수의 외삼촌) 새누리당 당대표

    - 배우자: 김영명(1956~)
      - 장남: 정기선(1982~) 현대중공업 전무
      - 장녀: 정남이(1983~)
      - 차녀: 정선이(1986~)
      - 차남: 정예선(1996~)

    - 동생: 정몽윤(1955~)
    - 제수: 김혜영(1961~)
      - 조카: 정정이(1984~)
      - 조카: 정경선(1986~)

    - 동생: 정몽일(1959~)
    - 제수: 권준희(1962~)
      - 조카: 정현선(1989~)
      - 조카: 정문이(1991~)
      - 동생: 정정인(1979~)
      - 동생: 정정임(1981~)

  - 숙부: 정인영(1920~2006)
  - 숙부: 정순영(1922~2005)
  - 고모: 정희영(1925~2015)
  - 고숙: 김영주(1920~2010)
  - 숙부: 정세영(1928~2005)
  - 숙부: 정신영(1931~1962)
  - 숙부: 정상영(1936~2021)

## 역대 선거 결과
|  | 54.35% |

|  | 71.14% |

|  | 71.00% |

|  | 61.48% |

|  | 65.22% |

|  | 54.41% |

|  | 50.80% |

|  | 43.03% |

## 같이 보기
- 울산시 동구
- 울산시의 국회의원
- 동구 (울산 선거구)
- 울산 동구의 국회의원
- 동작구 을
- 서울 동작구의 국회의원
- 현대그룹
- HD현대중공업
- HD현대오일뱅크
- HD현대미포
- 울산 HD FC
- 대한양궁협회
- 대한축구협회
- 통일국민당
- 국민통합21
- 정주영
- 이명박
- 이계안

## 소속 정당
| 소속 정당 | 소속 정당  | 소속 기간 | 비고           |
| --------- | ---------- | --------- | -------------- |
|           | 무소속     | 1988~1990 | 정계 입문      |
|           | 민주자유당 | 1990~1992 | 입당           |
|           | 무소속     | 1992      | 탈당           |
|           | 통일국민당 | 1992~1993 | 창당           |
|           | 무소속     | 1993~2002 | 탈당           |
|           | 국민통합21 | 2002~2004 | 창당           |
|           | 무소속     | 2004~2007 | 정당 해산      |
|           | 한나라당   | 2007~2012 | 복당           |
|           | 새누리당   | 2012~2016 | 당명 변경      |
|           | 무소속     | 2016~현재 | 탈당 정계 은퇴 |